# Södermanlands runinskrifter 13
Södermanlands runinskrifter 13 är en runsten som står i parken vid godset Ånhammar och i en sluttning ner mot sjön Dunkern i Gryt socken och Gnesta kommun i Södermanland. 
Stenen är 1,2 meter hög och 1,3 meter bred. Runhöjden är 7-9 centimeter.
Stenen låg tidigare under en statarbyggnad vid Järna, restes vid en loge i Gatstugan men flyttades till sin nuvarande plats i Ånhammars park 1989.

## Stenen
Stenen är skadad och övre delen saknas, likaså fattas delar av ristningen på grund av ett avflagat ytskikt. Ornamentiken består av en glosögd runorm i fågelperspektiv vilket daterar stenen till 1010-1050 och den är korsmärkt. Det ovanliga kvinnonamnet Muskia, som troligen betyder den mörkhyade eller den mörkhåriga, står även omnämnt på Sö 173 och Sö 374 i Tystberga socken. Genom dessa tre runstenar får vi kännedom om namnen på tre generationer inom samma familj.

## Inskriften
Translitterering av runraden:
uik...-... ...- · muskia · þa- ... ... þina · at sikbia... ... sin
Normalisering till runsvenska:
Vik[ingR] [ok] Myskia þa[u]/þæ[iR] ... ... þenna at Sigbio[rn] ... sinn.
Översättning till nusvenska:
Viking och Myskja de ... denna ... efter Sigbjörn, sin ...